# Marko Ivović
Marko Ivović (Belgrado, 22 de diciembre de 1990) es un jugador profesional de voleibol serbio, juego de posición receptor. Desde la temporada 2021/2022, el juega en ruso Superliga, en el equipo Dinamo-LO.

## Palmarés

### Clubes
Copa de Serbia:
- 2010, 2012

Campeonato de Serbia:
- 2011, 2012

Supercopa de Francia:
- 2013

Copa CEV:
- 2014

Campeonato de Francia:
- 2014

Liga de Campeones:
- 2015

Campeonato de Polonia:
- 2015

Campeonato de Rusia:
- 2020
- 2016, 2021

### Selección nacional
Campeonato Europeo:
- 2019
- 2013

Liga Mundial:
- 2016
- 2015

## Premios individuales
- 2014: MVP el final Copa CEV
- 2014: MVP y mejor receptor en final Campeonato de Francia
- 2016: MVP y mejor receptor torneo final Liga Mundial
- 2016: El mejor jugador de voleibol de Serbia